# Iouri Boldyrev
Pour les articles homonymes, voir Boldyrev.
Iouri Iourievitch Boldyrev (en russe : Юрий Юрьевич Болдырев), né en 1960 à Leningrad, est un homme politique russe cofondateur du parti Iabloko avec Grigori Iavlinski et Vladimir Loukine.
En 1983, Boldyrev sort diplômé de l'École d'Électrotechnique de Léningrad et en 1989 de la faculté d'Économie. De 1989 à 1991, il est député de Léningrad pendant la perestroïka et ensuite membre du haut comité consultatif auprès de la présidence du Soviet suprême de Russie, puis de la présidence de la fédération de Russie. Jusqu'en 1993, il fait partie de l'administration du Kremlin. De 1993 à 1995, il est membre du conseil de la Fédération (équivalent au Sénat), en tant qu'élu de Saint-Pétersbourg. De 1995 à 2001, il est vice-président de la Cour des comptes de Russie.
En 1993, il est cofondateur du parti Iabloko et se présente aux élections législatives. Il en démissionne deux ans plus tard pour dissensions avec Iavlinski à propos de l'Accord de partage de production pétrolière (Production Sharing Agreement).
Il est l'auteur de nombreux livres et articles contre la corruption des élites politiques russes.

## Sources
- (ru) Cet article est partiellement ou en totalité issu de l’article de Wikipédia en russe intitulé « Болдырев, Юрий Юрьевич » (voir la liste des auteurs).